# A Sharp (.NET)
A# là một phiên bản chuyển giao của ngôn ngữ lập trình Ada tới nền tảng Microsoft .NET. A# được phân phối miễn phí bởi Khoa Khoa học Máy tính tại Học viện Không quân Hoa Kỳ như một dịch vụ cho cộng đồng Ada theo các điều khoản của Giấy phép Công cộng GNU.
AdaCore đã tiếp nhận sự phát triển này và thông báo "GNAT for.NET ", được hỗ trợ đầy đủ. Sản phẩm.NET này có tất cả các tính năng của A # và hơn thế nữa.